# Флаг сельского поселения Успенское (Одинцовский район)
Флаг сельского поселения Успе́нское — официальный символ сельского поселения Успенское Одинцовского муниципального района Московской области Российской Федерации.
Ныне действующий флаг утверждён 2 ноября 2007 года и внесён в Государственный геральдический регистр Российской Федерации с присвоением регистрационного номера 4167.
Флаг муниципального образования сельское поселение Успенское составлен на основе герба сельского поселения Успенское по правилам и соответствующим традициям вексиллологии и отражает исторические, культурные, социально-экономические, национальные и иные местные традиции.

## Описание флага
«Полотнище флага одностороннее, двухцветное, левая (верхняя) часть зелёная, правая (нижняя)-красная. Пересечено синим волнистым поясом, окантованным серебром. В левом (верхнем) поле два золотых уширенных креста в пояс. В правом (нижнем) поле золотой дуб без корней».
Размер флага — соотношение длины к ширине 3:2.

## Обоснование символики
Полотнище флага по диагонали пересечено синим волнистым поясом, окантованным серебром символизирует Москву-реку и её притоки, протекающие через все одиннадцать населённых пунктов сельского поселения.
Два золотистых креста, изображённые в левом (верхнем) зелёном поле флага, рассказывают об историческом прошлом сельского поселения. Многие века эти земли принадлежали мужскому и женскому православным монастырям, а также отдельным служителям православной церкви.
Золотистый дуб, изображённый в правом (нижнем) красном поле флага, символизирует крепость и силу духа жителей сельского поселения.
Кроме того, в определённый исторический период, часть деревень, расположенных на современной территории сельского поселения, принадлежала графу Шереметеву И. П., в родовом гербе которого изображались дуб и два уширенных четырёхконечных креста.
Зелёный цвет символизирует экологическую чистоту и природные богатства территории с её лесами и перелесками.
Красный цвет рассказывает о героическом прошлом данного района, на территории которого проходили многочисленные войны и сражения в Смутное время, в годы Отечественной войны 1812 года и в годы Великой Отечественной войны 1941—1945 годов.

## Предыдущий флаг

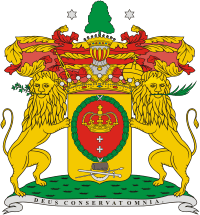
Герб рода графов Шереметевых.

Первый флаг сельского поселения был утверждён 14 февраля 2007 года, который, по рекомендации Геральдического совета при Президенте Российской Федерации, решением Совета депутатов сельского поселения Успенское от 2 ноября 2007 года № 3/8, был заменён ныне действующим флагом.

### Описание
«Полотнище флага одностороннее, двухцветное, верхняя часть зелёная, нижняя — красная, пересечено синим волнистым поясом, окантованным серебром. В верхнем поле два золотых уширенных креста в пояс. В нижнем поле — золотой дуб без корней. Размеры полотнища — 90 × 135 см».

### Обоснование символики
Волнистая синяя полоса символизирует Москву-реку и её притоки, протекающие через одиннадцать населённых пунктов сельского поселения Успенское.
Зелёная полоса символизирует экологическую чистоту и природные богатства территории с её лесами и перелесками.
Красная полоса рассказывает о героическом прошлом данного района, на территории которого проходили многочисленные войны и сражения как в Смутное время, так и в годы Великой Отечественной войны.
Золотистый дуб, изображённый на красной полосе, символизирует крепость и силу духа жителей сельского поселения.
Два золотистых креста, изображённые на зелёной полосе, рассказывают об историческом прошлом сельского поселения. Многие века эти земли принадлежали мужскому и женскому православным монастырям, расположенным на этой территории, а также отдельным служителям православной церкви.
Кроме того, в прошлом часть деревень, расположенных на современной территории района, принадлежала графу И. П. Шереметеву, в родовом гербе которого изображались золотистый дуб и два уширенных четырёхконечных креста.